# Algierska Agencja Kosmiczna
Algierska Agencja Kosmiczna (arab. الوكالة الفضائية الجزائرية, Al-Wakala al-Fada’ijja al-Dżaza’irijja; fr. Agence Spatiale Algérienne, ASAL) – algierska państwowa organizacja mająca na celu promocję, koordynowanie i realizację projektów kosmicznych, w których bierze udział Algieria. Powołana 16 stycznia 2002 roku. Przejęła wówczas część obowiązków Narodowego Centrum Technologii Kosmicznych.
Agencja posiada 4 centra operacyjne:
- centrum technik kosmicznych
- centrum zastosowań przestrzeni kosmicznej
- centrum rozwoju satelitów
- centrum eksploatacji systemów telekomunikacyjnych

Agencja ma podpisane umowy o współpracy z trzema krajami (Argentyną, Francją i Ukrainą) i porozumienia o współpracy z 7 krajami (Argentyna, Chiny, Indie, Niemcy, Rosja, Syria, Wielka Brytania).

## Satelity
- ALSat 1 – satelita obserwacji Ziemi zbudowany przez SSTL, we współpracy z Algierią, wystrzelony 28 listopada 2002 – pierwszy algierski satelita
- ALSat 2B – satelita obserwacji Ziemi zbudowany przez Airbus Defence and Space, wystrzelony 12 lipca 2010
- ALSat 1B – satelita obserwacji Ziemi zamówiony w firmie SSTL w lipcu 2014; w jego budowie brało udział 18 algierskich studentów